# Winter World University Games 2025/Teilnehmer (Hongkong)
| Gelbes Symbol für Goldmedaillen mit stilisierten Olympischen Ringen | Graues Symbol für Silbermedaillen mit stilisierten Olympischen Ringen | Braundes Symbol für Bronzemedaillen mit stilisierten Olympischen Ringen |
| ------------------------------------------------------------------- | --------------------------------------------------------------------- | ----------------------------------------------------------------------- |
| —                                                                   | —                                                                     | —                                                                       |

Hongkong nimmt an den Winter World University Games 2025 in Turin teil.

## Teilnehmer nach Sportarten

### Eiskunstlauf
| Athleten        | Wettbewerbe | Kurzprogramm/ Rhythmustanz | Kurzprogramm/ Rhythmustanz | Kür           | Kür           | Gesamt | Gesamt |
| Athleten        | Wettbewerbe | Punkte                     | Rang                       | Punkte        | Rang          | Punkte | Rang   |
| --------------- | ----------- | -------------------------- | -------------------------- | ------------- | ------------- | ------ | ------ |
| Frauen          |             |                            |                            |               |               |        |        |
| Kahlen Cheung   | Einzel      | 36,48                      | 26                         | ausgeschieden | ausgeschieden | 36,48  | 26     |
| Hiu Yau Chow    | Einzel      | 31,71                      | 31                         | ausgeschieden | ausgeschieden | 31,71  | 31     |
| Männer          |             |                            |                            |               |               |        |        |
| Chiu Hei Cheung | Einzel      | 59,55                      | 21                         | 104,27        | 22            | 163,82 | 22     |
| Heung Lai Zhao  | Einzel      | 50,54                      | 31                         | ausgeschieden | ausgeschieden | 50,54  | 31     |

### Ski Alpin
| Athleten     | Wettbewerbe  | 1. Lauf     | 1. Lauf | 2. Lauf     | 2. Lauf | Gesamt      | Gesamt |
| Athleten     | Wettbewerbe  | Zeit        | Rang    | Zeit        | Rang    | Zeit        | Rang   |
| ------------ | ------------ | ----------- | ------- | ----------- | ------- | ----------- | ------ |
| Frauen       |              |             |         |             |         |             |        |
| Charlotte Ip | Riesenslalom |             |         |             |         |             |        |
| Charlotte Ip | Slalom       |             |         |             |         |             |        |
| Männer       |              |             |         |             |         |             |        |
| Ryan Wong    | Riesenslalom | 1:37,22 min | 94      | 1:40,70 min | 80      | 3:17,92 min | 80     |
| Ryan Wong    | Slalom       | 1:23,18 min | 59      | 1:20,57 min | 44      | 2:43,75 min | 44     |

### Shorttrack
| Athleten      | Wettbewerbe    | Qualifikation | Qualifikation | Vorlauf | Vorlauf | Viertelfinale | Viertelfinale | Halbfinale | Halbfinale | Finale | Finale | Rang |
| Athleten      | Wettbewerbe    | Zeit          | Rang          | Zeit    | Rang    | Zeit          | Rang          | Zeit       | Rang       | Zeit   | Rang   | Rang |
| ------------- | -------------- | ------------- | ------------- | ------- | ------- | ------------- | ------------- | ---------- | ---------- | ------ | ------ | ---- |
| Frauen        |                |               |               |         |         |               |               |            |            |        |        |      |
| Nicole Law    | 500 m          | —             | —             |         |         |               |               |            |            |        |        |      |
| Nicole Law    | 1000 m         | —             | —             |         |         |               |               |            |            |        |        |      |
| Nicole Law    | 1500 m         | —             | —             | —       | —       |               |               |            |            |        |        |      |
| Männer        |                |               |               |         |         |               |               |            |            |        |        |      |
| Marvin Chen   | 500 m          |               |               |         |         |               |               |            |            |        |        |      |
| Marvin Chen   | 1000 m         |               |               |         |         |               |               |            |            |        |        |      |
| Marvin Chen   | 1500 m         | —             | —             | —       | —       |               |               |            |            |        |        |      |
| Kwok Tsz Fung | 500 m          |               |               |         |         |               |               |            |            |        |        |      |
| Kwok Tsz Fung | 1000 m         |               |               |         |         |               |               |            |            |        |        |      |
| Kwok Tsz Fung | 1500 m         | —             | —             | —       | —       |               |               |            |            |        |        |      |
| Kwok Tsz Ho   | 500 m          |               |               |         |         |               |               |            |            |        |        |      |
| Kwok Tsz Ho   | 1000 m         |               |               |         |         |               |               |            |            |        |        |      |
| Kwok Tsz Ho   | 1500 m         | —             | —             | —       | —       |               |               |            |            |        |        |      |
|               | 3000 m Staffel |               |               |         |         |               |               |            |            |        |        |      |